# Thalassodes retusa
Thalassodes retusa är en fjärilsart som beskrevs av Louis Beethoven Prout 1922. Thalassodes retusa ingår i släktet Thalassodes och familjen mätare. Inga underarter finns listade i Catalogue of Life.